# Siatum
| zA | Z1 | t · U15 |

| zA | Z1 | t · U15 |

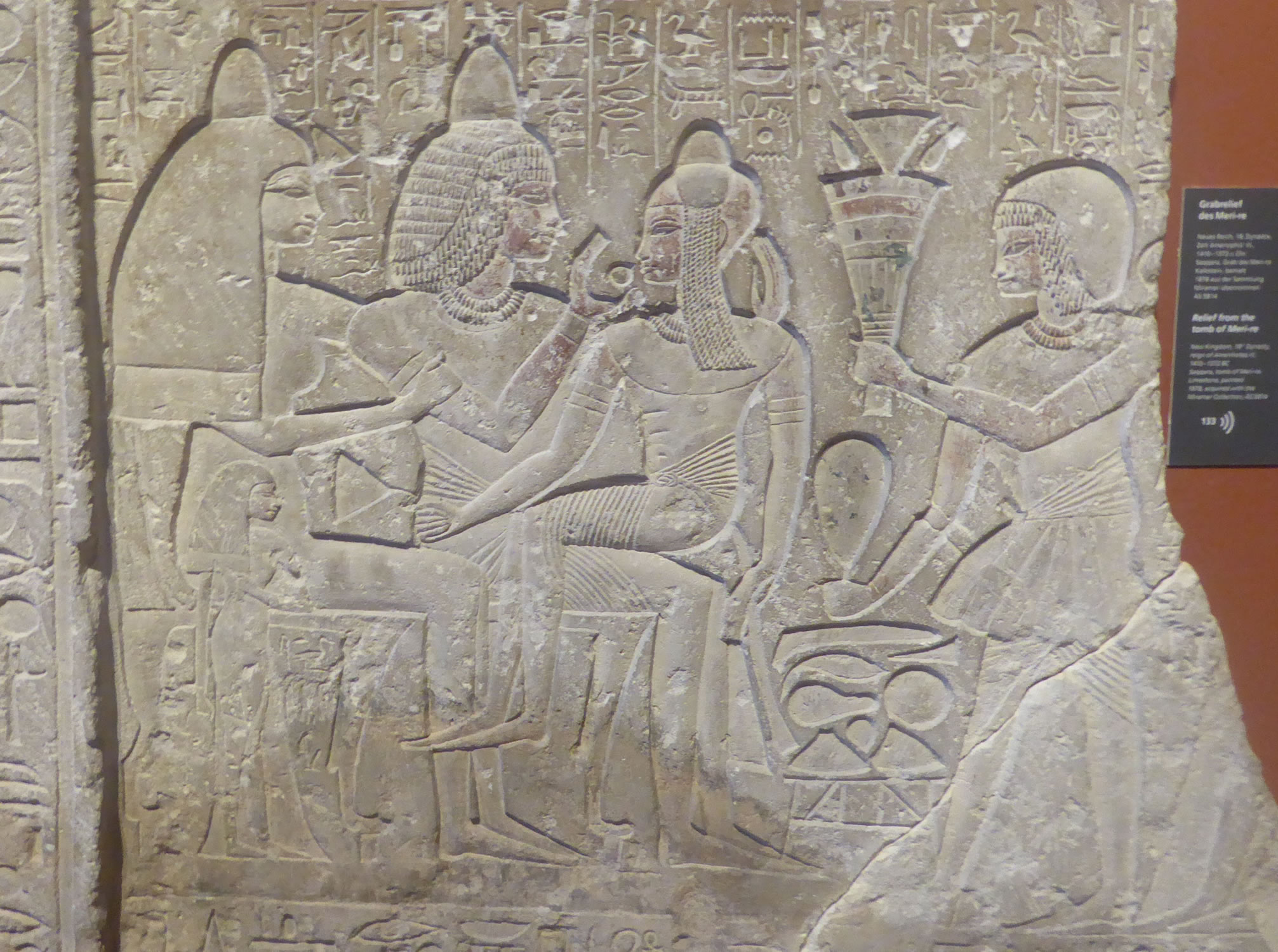
Siatum y Meryre

Siatum fue un príncipe del Antiguo Egipto durante la dinastía XVIII. Probablemente era uno de los hijos del faraón Tutmosis IV y, por tanto, hermano o hermanastro de Amenofis III.
Su existencia se conoce por dos fuentes: una es una etiqueta de momia encontrada en la momia de su hija Nebetia, donde se lo menciona como su padre; el otro es un relieve en Saqqara de su tutor, Meryre, donde se representa a una persona llamada Siatum sentada sobre las rodillas de Meryre. No hay evidencia directa que vincule a las dos personas, el padre de Nebetia y el alumno de Meryre, pero el estilo del relieve lo remonta al reinado de Amenofis, por lo que Meryre debe haber sido tutor durante el reinado de Amenofis o de su predecesor, y el nombre de Siatum corresponde a parte del nombre de Horus de Tutmosis.